# Catherine Bell (femme politique)
Pour les articles homonymes, voir Bell et Catherine Bell.
Catherine J. Bell (née le 25 octobre 1954) est une femme politique canadienne. Elle fut députée à la Chambre des communes du Canada, représentant la circonscription britanno-colombienne de Île de Vancouver-Nord depuis l'élection de 2006 sous la bannière du Nouveau Parti démocratique. En 2006, elle délogea le député sortant John Duncan. Ce dernier reprit son siège en 2008.